# Марія з Агреди
Марія з Аґреди, теж часто зветься Марія від Ісуса та Марія Аґредська (ісп. María Jesús de Ágreda; 1602, Аґреда–1665, Аґреда, Іспанія) — іспанська католицька монахиня, блаженна, черниця з чину Ордену Непорочного Зачаття, візіонерка. Триває процес зарахування її до лику блаженних у католицькій церкві. Праведна Слугиня Божа.
У своїй книзі, збірці містичних видінь Марії з Аґреди «Містичне Місто Боже [Архівовано 18 квітня 2019 у Wayback Machine.]» Пресвята Діва Марія в Своїх об'явленнях Марії з Аґреди розкриває таємниці життя Ісуса Христа та Свого Непорочного Серця, а також представляє невідомі факти зі Святого Письма та Традиції. Інша назва цієї книги написаної на основі об'явлень — «Марія. Земний шлях, труди і подвиги».
Марія з Аґреди мала надзвичайний дар бачити, чути й розуміти містичні таємниці Неба, красу й велич плодів Божих рук. Побачити створення світу, стати свідком створення Ангелів і падіння Люцифера, спостерігати за Адамом та Євою аж до їхнього гріхопадіння, чути чарівний голос крихітної новонародженої Марії у домі щасливих батьків Йоакима й Анни ось та ласка Всевишнього преподобній Матері Марії з Аґреди. І хоча з тих пір минуло майже чотири століття, її «Містичне Місто Боже» стало ще більш читаним та актуальним сьогодні аніж тоді, у далекому романтичному та пишномовному сімнадцятому столітті.